# Zune HD
El Zune HD fue la última versión de la familia Zune de Microsoft. Este fue lanzado el 15 de septiembre de 2009 en 2 capacidades: 16GB (negro) y 32GB (gris). El Zune HD usaba la plataforma Nvidia Tegra para mostrar vídeos de alta definición a través de un dock opcional HDMI conectado a un televisor de alta definición. De lo contrario, los vídeos en el dispositivo serán escalados a una resolución de 480x272 píxeles.
También existe la posibilidad de disfrutar de HD Radio en el Zune HD. Se trata de una radio tradicional evolucionada, con una FM con calidad de CD de audio, y con una AM con calidad similar a la propia radio FM, según indican en la página de la tecnología. El receptor vendrá integrado dentro del Zune HD, con lo que no necesitaremos molestos accesorios adicionales como ocurre con algunos otros reproductores.
Un gran inconveniente es que la tecnología HD Radio no está implementada en todos los países, con lo que muchos no podrán sacarle todo el partido al dispositivo.
Microsoft ha confirmado que este Zune HD traerá funcionalidades compartidas con la consola Xbox 360, siendo posiblemente algún método de control o reproducción desde el reproductor a la consola, o viceversa.
Existe compatibilidad con la Xbox Live MarketPlace, y desde ella se podrá descargar diverso contenido. También se sabe que se creará una tienda estilo Apps Store, en la cual puedes descargar aplicaciones, películas, música y videojuegos.
El dispositivo sólo estuvo disponible en Estados Unidos, incluido Puerto Rico. Nunca se lanzó internacionalmente.

## Especificaciones
Las especificaciones del producto son las siguientes:
- Pantalla de 3.3 pulgadas OLED (480x272 16:9 aspect ratio)
- Dimensiones: 2.07"x4.08"x.35" (52.7 mm x 102.1 mm x 8.9 mm)
- Peso: 2.6 onzas (74 gramos)
- Nvidia Tegra APX
- Multi-touch technology
- 16/32 GB
- Acelerómetro integrado
- HD/FM radio
- 720p vídeo de alta definición de salida (dock adicional requerido)
- Wi-Fi 802.11b/g con Open, WEP, WPA, and WPA2
- Explorador web (basado en Internet Explorer Mobile 6 para Windows CE)
- Juegos
- Soporte Unicode
- Ecualizador
- Música, hasta 33 horas (Wi-Fi apagado); vídeo, hasta 8.5 horas
- Batería : 3.7 Volt, 730 mAh Lithium-Ion Polymer battery